# Estadio Tierra de Campeones
El estadio Tierra de Campeones (oficialmente estadio Tierra de Campeones Ramón Estay Saavedra) es un recinto deportivo ubicado en la ciudad chilena de Iquique, en el que juega de local el club de fútbol Deportes Iquique, que actualmente compite en la Primera División de Chile. Pertenece a la Municipalidad de Iquique y se encuentra ubicado en la Av. Salvador Allende Gossens, entre las calles Tadeo Haenke y Manuel Castro Ramos, en el sector sur de la ciudad, formando parte del Complejo Deportivo Tadeo Haenke.

## Historia
Su construcción se inició a finales de la década de 1980, bajo la administración de la alcaldesa Myrta Dubost, con la finalidad de reemplazar al antiguo Estadio Municipal ubicado frente a la playa Cavancha, y que durante años había acogido los partidos del club Deportes Iquique.
La construcción del nuevo estadio se detuvo por falta de fondos, siendo finalmente concluido en 1993 bajo la administración del alcalde Jorge Soria, en cuya administración también se instalaron las ocho torres de iluminación que actualmente posee. Fue inaugurado el 5 de diciembre de 1993 con un partido amistoso entre los equipos Sub-17 de Deportes Iquique y la Academia Tahuichi Aguilera de Bolivia.
Contaba con una capacidad inicial de 9 500 espectadores; el primer partido oficial jugado fue entre Deportes Iquique y Deportes Temuco por el campeonato nacional de 1993. El resultado fue derrota para el equipo local por 0:4 lo que significó su descenso a la Segunda División.
A finales de 1996 y los primeros días de 1997 fue remodelado en su gran mayoría para el Campeonato Sudamericano Sub-20 de Chile, desarrollado en las ciudades chilenas de Iquique, La Serena y Coquimbo. Junto con una excelente iluminación con ocho torres instaladas en 1995 se incorporaron un salón VIP, cabinas de transmisión para radio y televisión, 80 palcos preferenciales, sala de prensa y un salón de acondicionamiento físico, además de una ampliación en la cantidad de camarines. El aforo aumentó a aproximadamente 11 000 espectadores, pero más adelante, con motivo del Campeonato Iberoamericano de Atletismo celebrado en Iquique, se ejecutaron trabajos para dotar al estadio de una pista atlética sintética de 8 carriles (en color celeste), por lo que su capacidad se redujo a 9 500 espectadores aproximadamente, aunque se logró una mejora sustancial en sus instalaciones. 
Para 2009, el estadio fue sede única del Campeonato Sudamericano de Fútbol Sub-17 de 2009 clasificatorio para el mundial de la categoría que se celebró ese mismo año en Nigeria. Originalmente iba a ser subsede el estadio Juan Pablo IIde la vecina comuna de Alto Hospicio,pero el alcalde Ramón Galleguillos alegó no contar con tiempo suficiente para disponer de un recinto que cuente con las condiciones impuestas por la FIFA para la realización del evento, por lo que el evento finalmente fue realizado en su integridad en el Tierra de Campeones.
Tras el terremoto que azotó la región el 1 de abril de 2014, el estadio sufrió daños considerables en algunas tribunas, además de ser establecido como punto de encuentro en caso de una emergencia mayor como un tsunami. Esto afectó posteriormente a la capacidad permitida para los partidos de fútbol, y es por ello por lo que Deportes Iquique se vio obligado a utilizar recintos deportivos de ciudades como Calama, Valparaíso y Copiapó para jugar de local ante equipos de mayor convocatoria (como fueron Colo-Colo, Universidad Católica y Universidad de Chile), como para ejercer su localía en la Copa Libertadores 2017 y Copa Sudamericana 2017.
en el transcurso de 2017 fue demolido completamente para ser remplazado por un nuevo y moderno recinto con estándares FIFA, el cual fue inaugurado el domingo 2 de febrero de 2020 con el partido válido por la segunda fecha del Campeonato Nacional de Primera División entre Deportes Iquique y Everton, con resultado final de empate 2:2. A la fecha de su inauguración, el recinto remodelado llegó a ser considerado como el más moderno del país.

## Otras instalaciones
El estadio se ubica inserto en el Complejo Deportivo Tadeo Haenke, el más importante de la ciudad, creado a comienzos de los años ochenta, el cual cuenta también con 3 canchas de fútbol, y donde también se ubica el polideportivo Casa del Deportista, inaugurado el año 2002, además el único diamante de béisbol de la ciudad, así como el Colegio Deportivo de Iquique (CODE).